# Danh sách đô thị Nevada
Đây là danh sách thành phố, thị trấn, các khu chưa được tổ chức chính quyền (thành phố hay thị trấn mà vẫn còn trực tiếp chịu điều hành bởi quận/county) và các Khu chỉ định điều tra dân số ở tiểu bang Nevada, Hoa Kỳ.
| Tên                    | Loại                                   | Hạt    | Ghi chú                                               |
| ---------------------- | -------------------------------------- | ------ | ----------------------------------------------------- |
| Alamo                  |                                        |        |                                                       |
| Amargosa Valley        |                                        |        |                                                       |
| Arden                  |                                        |        |                                                       |
| Ash Springs            |                                        |        |                                                       |
| Austin                 |                                        |        |                                                       |
| Baker                  |                                        |        |                                                       |
| Battle Mountain        |                                        |        |                                                       |
| Beatty                 |                                        |        |                                                       |
| Beowawe                |                                        |        |                                                       |
| Blue Diamond           | Khu chỉ định điều tra dân số           | Clark  |                                                       |
| Boulder Thành phố      | Thành phố                              |        |                                                       |
| Bunkerville            | Khu chỉ định điều tra dân số           | Clark  |                                                       |
| Cal-Nev-Ari            | Khu chỉ định điều tra dân số           | Clark  |                                                       |
| Caliente               |                                        |        |                                                       |
| Carlin                 |                                        |        |                                                       |
| Carson Thành phố       | Thành phố Khu chỉ định điều tra dân số |        | Khu chỉ định điều tra dân số nhỏ nhất trong tiểu bang |
| Cold Springs           |                                        |        |                                                       |
| Crescent Valley        |                                        |        |                                                       |
| Crystal                |                                        |        |                                                       |
| Crystal Bay            |                                        |        |                                                       |
| Dayton                 |                                        |        |                                                       |
| Delamar Ghost Thị trấn |                                        |        |                                                       |
| Denio                  |                                        |        |                                                       |
| Duckwater              |                                        |        |                                                       |
| Dyer                   |                                        |        |                                                       |
| East                   |                                        |        |                                                       |
| Ely                    |                                        |        |                                                       |
| Elko                   |                                        |        |                                                       |
| Empire                 |                                        |        |                                                       |
| Enterprise             | Thị trấn                               | Clark  |                                                       |
| Eureka                 |                                        |        |                                                       |
| Fallon                 |                                        |        |                                                       |
| Fernley                |                                        |        |                                                       |
| Gabbs                  |                                        |        |                                                       |
| Gardnervillle          |                                        |        |                                                       |
| Gardnerville Ranchos   |                                        |        |                                                       |
| Genoa                  |                                        |        |                                                       |
| Gerlach                |                                        |        |                                                       |
| Glenbrook              |                                        |        |                                                       |
| Glendale               | Khu chỉ định điều tra dân số           | Clark  |                                                       |
| Golden Valley          |                                        |        |                                                       |
| Goldfield              |                                        |        |                                                       |
| Goodsprings            | Khu chỉ định điều tra dân số           | Clark  |                                                       |
| Hawthorne              |                                        |        |                                                       |
| Henderson              | Thành phố                              | Clark  |                                                       |
| Hiko                   |                                        |        |                                                       |
| Imlay                  |                                        |        |                                                       |
| Incline Village        |                                        |        |                                                       |
| Indian Hills           |                                        |        |                                                       |
| Indian Springs         | Khu chỉ định điều tra dân số Thị trấn  | Clark  |                                                       |
| Jackpot                |                                        |        |                                                       |
| Jarbidge               |                                        |        |                                                       |
| Jean                   |                                        |        |                                                       |
| Jiggs                  |                                        |        |                                                       |
| Johnson Lane           |                                        |        |                                                       |
| Kingsbury              |                                        |        |                                                       |
| Las Vegas              | Thành phố                              | Clark  |                                                       |
| Lamoille               |                                        |        |                                                       |
| Laughlin               |                                        |        |                                                       |
| Lemmon Valley          |                                        |        |                                                       |
| Logandale              | Thị trấn                               | Clark  |                                                       |
| Lovelock               |                                        |        |                                                       |
| Lund                   |                                        |        |                                                       |
| McDermitt              |                                        |        |                                                       |
| McGill                 |                                        |        |                                                       |
| Mesquite               | Thành phố                              | Clark  |                                                       |
| Minden                 |                                        |        |                                                       |
| Moapa Thị trấn         | Khu chỉ định điều tra dân số           | Clark  |                                                       |
| Moapa Valley           | Khu chỉ định điều tra dân số           | Clark  |                                                       |
| Montello               |                                        |        |                                                       |
| Mount Charleston       | Khu chỉ định điều tra dân số           | Clark  |                                                       |
| Nixon                  |                                        |        |                                                       |
| Bắc Las Vegas          | Thành phố                              | Clark  |                                                       |
| Orovada                |                                        |        |                                                       |
| Overton                | Thị trấn                               | Clark  |                                                       |
| Owyhee                 |                                        |        |                                                       |
| Pahrump                |                                        | Nye    |                                                       |
| Panaca                 |                                        |        |                                                       |
| Paradise               |                                        |        |                                                       |
| Paradise Valley        |                                        |        |                                                       |
| Pioche                 |                                        |        |                                                       |
| Primm                  |                                        | Clark  |                                                       |
| Rachel                 |                                        |        |                                                       |
| Reno                   | Thành phố                              | Washoe |                                                       |
| Round Hill Village     |                                        |        |                                                       |
| Round Mountain         |                                        |        |                                                       |
| Sandy Valley           | Khu chỉ định điều tra dân số           | Clark  |                                                       |
| Schurz                 |                                        |        |                                                       |
| Searchlight            | Khu chỉ định điều tra dân số           | Clark  |                                                       |
| Silver Peak            |                                        |        |                                                       |
| Silver Thành phố       |                                        |        |                                                       |
| Silver Springs         |                                        |        |                                                       |
| Sloan                  | Khu chỉ định điều tra dân số           | Clark  |                                                       |
| Smith                  |                                        |        |                                                       |
| Spanish Springs        |                                        |        |                                                       |
| Sparks                 | Thành phố                              | Washoe |                                                       |
| Spring Creek           |                                        |        |                                                       |
| Spring Valley          | Khu chỉ định điều tra dân số Thị trấn  | Clark  |                                                       |
| Stateline              |                                        |        |                                                       |
| Summerlin South        | Khu chỉ định điều tra dân số Thị trấn  | Clark  |                                                       |
| Sun Valley             |                                        |        |                                                       |
| Sunrise Manor          | Khu chỉ định điều tra dân số Thị trấn  | Clark  |                                                       |
| Sutcliffe              |                                        |        |                                                       |
| Tonopah                |                                        |        |                                                       |
| Tuscarora              |                                        |        |                                                       |
| Verdi                  |                                        |        |                                                       |
| Virginia Thành phố     |                                        |        |                                                       |
| Wadsworth              |                                        |        |                                                       |
| Wellington             |                                        |        |                                                       |
| Wells                  |                                        |        |                                                       |
| West Wendover          |                                        |        |                                                       |
| Winnemucca             |                                        |        |                                                       |
| Whitney                | Khu chỉ định điều tra dân số Thị trấn  | Clark  |                                                       |
| Winchester             | Khu chỉ định điều tra dân số Thị trấn  | Clark  |                                                       |
| Yerington              |                                        |        |                                                       |
| Zephyr Cove            |                                        |        |                                                       |